# Affald
Affald er det, der bliver tilbage, når produktion eller forbrug er ført til ende. Det er materiale der ikke for brugeren har nogen værdi og derfor må bortskaffes, for at det ikke skal ophobe sig og være til gene.
I dag prøver man at genbruge mest muligt menneskeskabt affald direkte eller ved oparbejdning til brugbare produkter.
Affald er dog ikke kun noget, der opstår, når mennesker lever og arbejder. Det opstår også som en rest efter dyrenes eksistens. Når Pileboreren (Cossus cossus) skyder træsmuld ud af sin tunnelåbning, er der tale om affald. Det samme gælder, når musen har ædt hasselnødderne og efterlader skallerne. Strengt taget kan man også tale om affald i forbindelse med de grønne planter. De skaber et overskud af ilt gennem fotosyntesen, og den afgiver de til atmosfæren for at undgå iltningsskader. Tankevækkende nok har de samtidig et skjult forbrug af ilt til ånding, og det fører til, at der netto afgives CO2 som affald fx om natten.
En særlig slags affald har en vigtig rolle at spille i naturens kredsløb. Det er den førne (førne = ikke-nedbrudt organisk materiale), som ligger på jordoverfladen, der danner grundlaget for nedbryderkædernes aktivitet. Nedbryderne omsætter alt organisk materiale, så energiindholdet udnyttes, og de mineralske stoffer (f.eks. kvælstof, fosfor og kalium) recirkuleres. Affaldet fra deres virksomhed er dels varme og CO2 og dels frigjorte, mineralske stoffer. Mens varmen tabes til verdensrummet, recirkuleres både CO2 og mineralske stoffer af planterne. Når affald kun består af organisk stof, kan det omsættes som førne og recirkuleres af planterne. Men når affaldet består af giftige og tungt nedbrydelige, syntetiske stoffer, eller når det indeholder ikkenedbrydelige tungmetaller, giver affaldet anledning til, at der opstår et affaldsproblem.
Den daglige brug af begrebet affald sidestilles ofte med husholdningsaffald/renovation, selvom renovation dækker bredere ved også at omfatte genanvendelige materialer. Affald fra menneskers levevis er altså de spildprodukter som ikke umiddelbart kan bruges til andet end fyld på fyldpladser eller afbrænding, typisk i forbrændingsanlæg.
Gennem tiderne har affald stort set blevet behandlet på en af fem måder; det er blevet overset, kastet, brændt, forsøgt undgået eller genanvendt.
Thomas Hylland Eriksen har sat affaldshistorien i perspektiv ved at dele affaldshåndtering gennem tiderne ind i tre sektioner. Han siger at vi, i løbet af de sidste årtier, er gået ind i en ny fase i affaldshåndteringen: ”Fra å være et hygienisk problem (fase I) og et hygienisk og plassmessig problem (fase II), har søppel omsider blitt definert som et miljøproblem. Vi har innsett at ressursene på kloden er begrensede, og at vi risikerer å etterlate oss en klode som ligner en gigantisk søppelfylling hvis vi ikke treffer mottiltak. Dermed har vi fått hele den viften av debatter som preger renovasjonsbransjen i dag: kildesortering, resirkulering, sortering av spesialavfall, kompostering, kildereduksjon og så videre. Målet er oppnådd først når nesten all søppel vender tilbake der den hører hjemme, altså enten i naturen eller i økonomisk verdiskapning.”